# Titularbistum Baris in Hellesponto
Baris in Hellesponto (ital.: Baris di Ellesponto) ist ein Titularbistum der römisch-katholischen Kirche. 
Es geht zurück auf einen untergegangenen Bischofssitz in der gleichnamigen antiken Stadt, die in der römischen Provinz Asia bzw. Hellespontus auf der asiatischen Seite der Dardanellen lag. Der Bischofssitz war der Kirchenprovinz Cyzicus zugeordnet.
| Titularbischöfe von Baris in Hellesponto |                                     |                                   |                   |                   |
| Nr.                                      | Name                                | Amt                               | von               | bis               |
| 1                                        | Louis Marie Maggi OP                | Weihbischof in Se-Ciuen (China)   | 8. Oktober 1738   | 20. August 1743   |
| 2                                        | Jerome Aloysius Daugherty Sebastian | Weihbischof in Baltimore (USA)    | 22. Dezember 1953 | 11. Oktober 1960  |
| 3                                        | Walenty Wójcik                      | Weihbischof in Sandomierz (Polen) | 26. Oktober 1960  | 22. November 1990 |